# Portfoliomanagement
Unter Portfoliomanagement versteht man die Zusammenstellung und Verwaltung eines Portfolios, d. h. eines Bestandes an Investitionen, im Sinne der mit dem Investor vereinbarten Anlagekriterien, insbesondere durch Käufe und Verkäufe mit Blick auf die erwarteten Marktentwicklungen.
Es können zwei Grundstrategien unterschieden werden: Der Top-Down-Ansatz (von oben herab) geht von den Zielen aus und versucht auf deren Basis die Strategie festzulegen. Die Strategie ergibt sich aus der Analyse und der darauf aufbauenden Entscheidung. Daraus ergibt sich die Taktik, welche abschließend von der Performanceanalyse untersucht wird. Den umgekehrten Weg nennt man Bottom-Up-Ansatz.
Der Portfoliomanagementprozess beinhaltet die
- Portfolioplanung (Anlegeranalyse, Finanzanalyse, Vermögensverwaltungsanalyse)
- Portfoliorealisation (Vermögensallokation, Monitoring, Revision)
- Portfoliokontrolle (Performancemessung, Attribution)

## Zielsetzung
Grundproblem des Portfoliomanagements im Finanzbereich ist die Zusammensetzung des in einer bestimmten Zeit zu erwartenden Ertrags (also Wertzuwachs einschließlich Zinsen plus Dividenden abzüglich der Kosten und die Abwägung des Risikos).
Hierbei handelt es sich um konkurrierende Ziele, die sich abhängig von den Bedürfnissen des Investors festlegen lassen.
Sind die Investoren anonym, spricht man von Publikumsfonds, anders bei individuellen Privatkunden, für die eine persönlich abgestimmte Vermögensanlage betrieben wird.
Außerdem kann es sich um Spezialfonds handeln, die von Kreditinstituten, Investmentgesellschaften oder Versicherungen aufgelegt werden. Die jeweilige Performance wird anhand eines Vergleichsmaßstabs (englisch benchmark) bewertet.
Bei den Wünschen der Anleger sind folgende Kategorien zu berücksichtigen:
- Anlagemedium
- Anlagepolitik
- Risikoklassen
- Streuung

## Strategie
Strategisches Portfoliomanagement bedeutet die Festlegung der Portfoliostruktur und des Portfoliostils.

### Portfoliostruktur
Entsprechend der Portfolioziele wird festgelegt, welche Güter im Portfolio (sog. Assetklassen) gehalten werden. Dies können Finanztitel (Aktien, Anleihen oder Derivate), Immobilien oder Waren sein. Hier erfolgt eine grobe Aufteilung der Strukturkomponenten, bspw. 60 % Aktien und 40 % Renten.
Die Streuung erfolgt  qualitativ (eventuell auch quantitativ) nach Regionen, Branchen und zwischen Standard und Nebenwerten.
Wird die Struktur starr beibehalten, so bedeutet dies ein antizyklisches Verhalten, das eher spekulativen Charakter hat. Prozyklisches Verhalten gilt dagegen als konservativ, kann aber zu starken Veränderungen in der prozentualen Zusammensetzung führen. Die Änderungen in der Zusammensetzung richten sich auch nach dem Portfoliostil.

### Portfoliostil

#### Definition
Grundlage der Definition ist das Vorhandensein eines sogenannten Vergleichsindexes, auch Benchmark bezeichnet. Indizes setzen sich aus verschiedenen Wertpapieren zusammen, wobei die Anzahl von einem Dutzend bis über mehrere Tausend reichen kann. Der Indexanbieter konstruiert meist diese Zusammensetzung nach bestimmten Regeln und ist insbesondere für die Renditeberechnung und -darstellung verantwortlich. Die Ausgestaltung kann auch durch den Kunden erfolgen.

#### Aktiver Anlagestil
Als aktiv wird ein Anlagestil bezeichnet, wenn eine Abweichung von der Rendite des zugrunde liegenden Vergleichsindex erfolgt. Wie diese Abweichung von dem Manager eingeleitet wird, steht nicht zur Diskussion. Wichtig ist zu erkennen, dass diese Abweichung mit Instrumenten erfolgen kann, die nicht dem Index zugrunde liegen. Denn selbst die Verwendung von Finanzinstrumenten, die nicht im Index vorhanden sind, muss nicht unbedingt zu einer aktiven Renditeabweichung führen.

#### Passiver Anlagestil
Im Gegensatz zu dem aktiven Anlagestil wird beim passiven Stil penibel darauf geachtet, dass die Renditeabweichungen gegenüber dem zugrunde liegenden Index möglichst gering ausfallen. Dies kann mit verschiedenen Techniken erreicht werden – die komplette Abbildung aller Indexwertschriften sei als eine Möglichkeit erwähnt –, aber diese Indexreplikation kann ohne Weiteres auch durch den Kauf von hochkorrelierten Finanzinstrumenten erreicht werden.

#### Semi-passiver Anlagestil
Hierbei handelt es sich um eine Mischform zwischen aktivem und passivem Anlagestil, wobei ein Nachbildungsfehler von 2 % als Maßeinheit der Abbildungsgenauigkeit meist als Maximum für einen semi-passiven Anlagestil angeführt wird.

## Taktik
Grundlage für die Taktik beim Portfoliomanagement kann eine Wertpapieranalyse sein. Bei der Wertpapieranalyse werden technische und Fundamentalanalysen vorgenommen. Zu unterscheiden sind kurzfristige (short) und mittel- bis langfristige (long) Ziele. Die Kriterien short und long spielen im Rahmen des Stock Picking eine große Rolle. Die Regeln für die Taktik können vom Investor vorgegeben sein, da sie im Zusammenhang mit möglichen Risiken stehen. Insbesondere im short-Bereich erfolgt das Portfoliomanagement daher oft mit technischer Unterstützung durch Computerprogramme, um die Kosten möglichst gering zu halten.

## Performanceanalyse
Die Performance-Analyse dient der Ermittlung des Erfolges eines Portfolios. Diese kann auf verschiedene Weise erfolgen:
- durch Vergleich mit einem Benchmark
- Abgleich von Ertrag und Risiko, etwa durch den Sharpe-Quotienten oder Jensens Alpha
- Attributionsanalyse, das bedeutet die Zerlegung des Ergebnisses in Komponenten:
  - marktbedingt
  - taktisch bedingt
  - strukturell bedingt.

### Affen-Aktien-Index
In einer Affenstudie, basierend auf einer Computersimulation des Affenhirns, wurde ein Portfolio aus 1000 Aktien zu einem Index zusammengefasst und über einen simulierten Zeitraum von 43 Jahren analysiert. Dabei fanden die Wissenschaftler der renommierten Cass Business School in London heraus, dass die künstliche Affenintelligenz eine bessere Performance erbrachte als die von Menschen erstellten Indizes. Wohlgemerkt wurde in der Studie das Ergebnis der Affen nur mit Indizes verglichen und nicht mit Investmentfonds.